# 빌 서먼
빌 서먼(Bill Thurman, 1920년 11월 4일 ~ 1995년 4월 13일)은 미국의 배우이다.
텍사스주에서 태어났으며 댈러스에서 사망하였다.

## 출연 작품
- 과거의 잔해 (1997년) - 맨 볼린 역
- 삼각 관계 (1988년)
- 알라모의 총성 (1985년)
- 실버라도 (1985년)
- 마음의 고향 (1984년)
- 래기디 맨 (1981년) - 셔리프 역
- 톰 혼 (1980년)
- 돌격 부대 (1979년)
- 미지와의 조우 (1977년)
- 검은 호수의 창조물 (1976년)
- 청춘 파티 (1976, Slumber Party '57)
- 웨어 더 레드 펀 그로우스 (1974년)
- 슈가랜드 특급 (1974년) - 헌터 역
- 게타 베잇 (1974년)
- 마지막 영화관 (1971년)
- 어 불렛 포 프리티 보이 (1970년)
- 이것은 살아있다! (1969년)
- 나잇 프라이트 (1967년)
- 늪 괴물의 저주 (1966년)

### 텔레비전
- 달라스 (1978년)